# Aerodramus pelewensis
La salangana de las Palau, salangana de Palau o rabitojo de Palau (Aerodramus pelewensis) es una especie de ave apodiforme de la familia Apodidae endémica de Palaos.